# 六刺卵蛛蟹
六刺卵蛛蟹（学名：Paratymolus sexspinosus）为蜘蛛蟹科卵蛛蟹属的动物。分布于日本、澳大利亚、印度以及中国大陆的海南等地，生活环境为海水，常生活于沿岸带水草丛中。